# Enclos paroissial

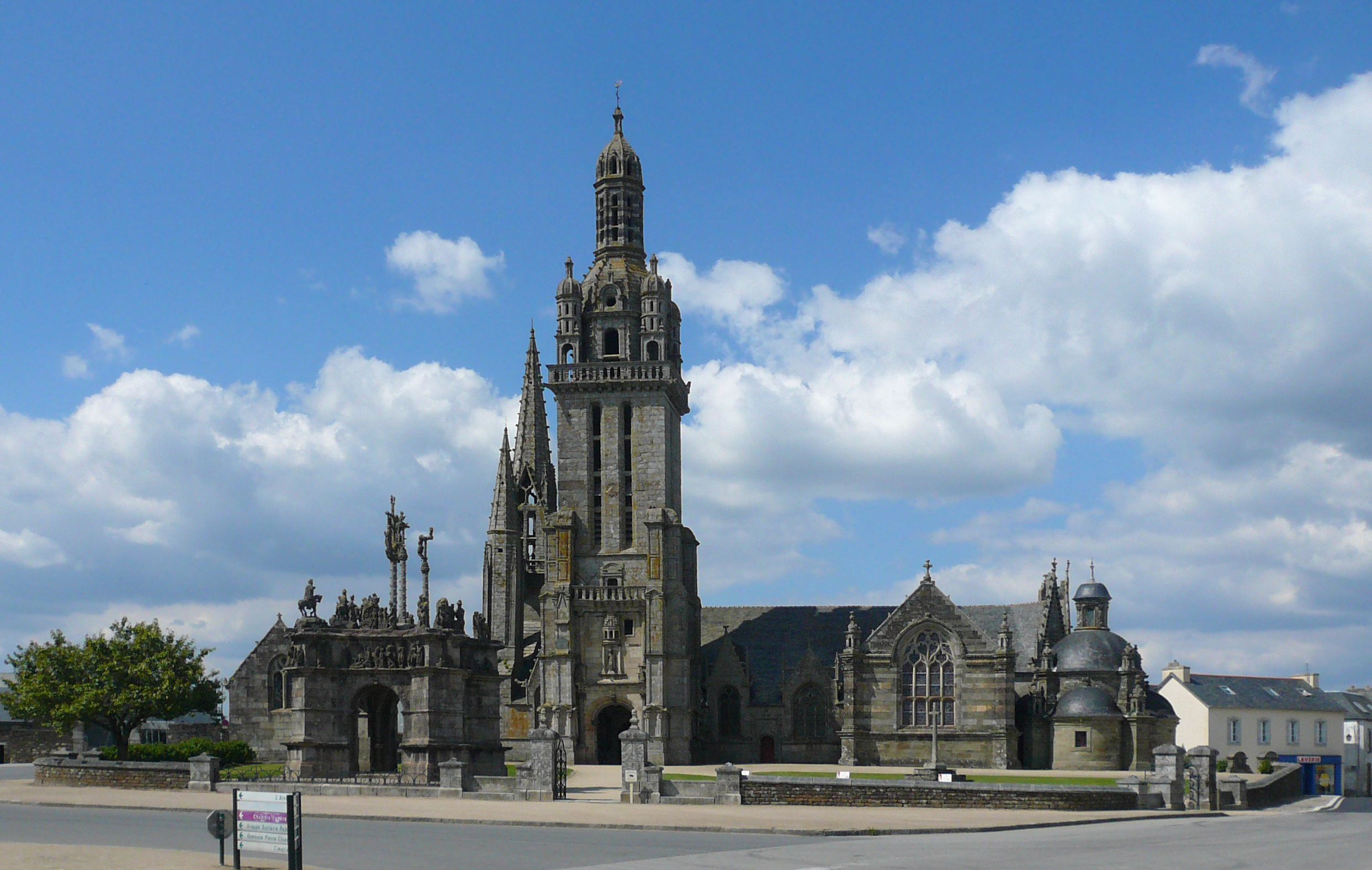
L'enclos paroissial de Pleyben est un enclos typique.

Un enclos paroissial ou enclos breton (en breton : liorzh-iliz, porzh-bered, porzh-iliz, ou kloz-parrez) est au sens strict une église entourée d'un placître voué ou non à un cimetière, que borne un mur d'enceinte. Ils sont célèbres pour certains éléments architecturaux comme les calvaires, les ossuaires et les clochers et les porches des églises. Les enclos paroissiaux sont caractéristiques de l'architecture religieuse rurale de la Basse-Bretagne et datent pour la plupart des XVIe et XVIIe siècles. Ils s'expliquent par la prospérité économique de la Bretagne, liée au commerce du lin et du chanvre à cette époque, et sont initiés dans le Haut-Léon par de riches  paysans-marchands, les juloded. Leur développement a aussi pour origine l'essor des foires liées aux grands événements de la vie liturgique, le contexte de la Contre-Réforme ainsi que l'importance du culte des saints locaux et des morts, témoins du syncrétisme breton. En 2024, 31 enclos ont été inscrit comme bien sur la liste indicative de l'UNESCO par la France.

## Histoire

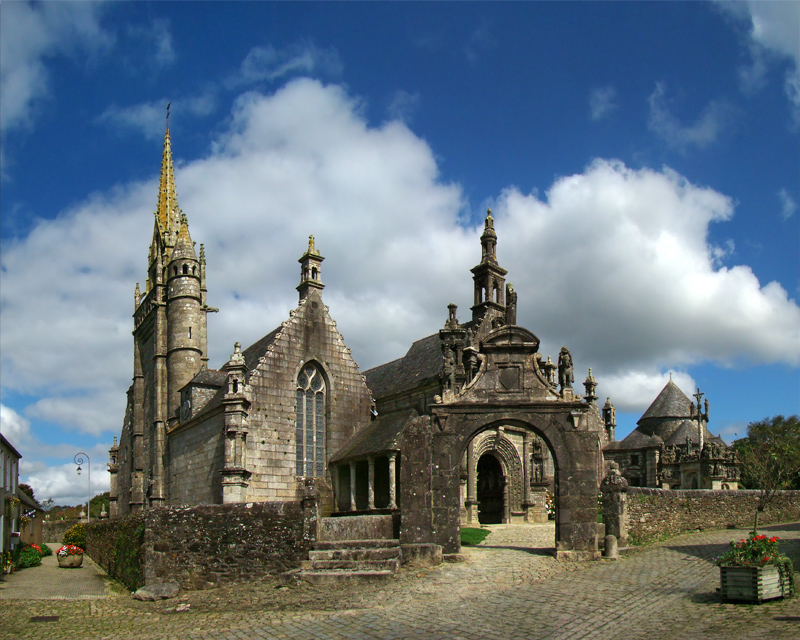
Enclos paroissial de Guimiliau.

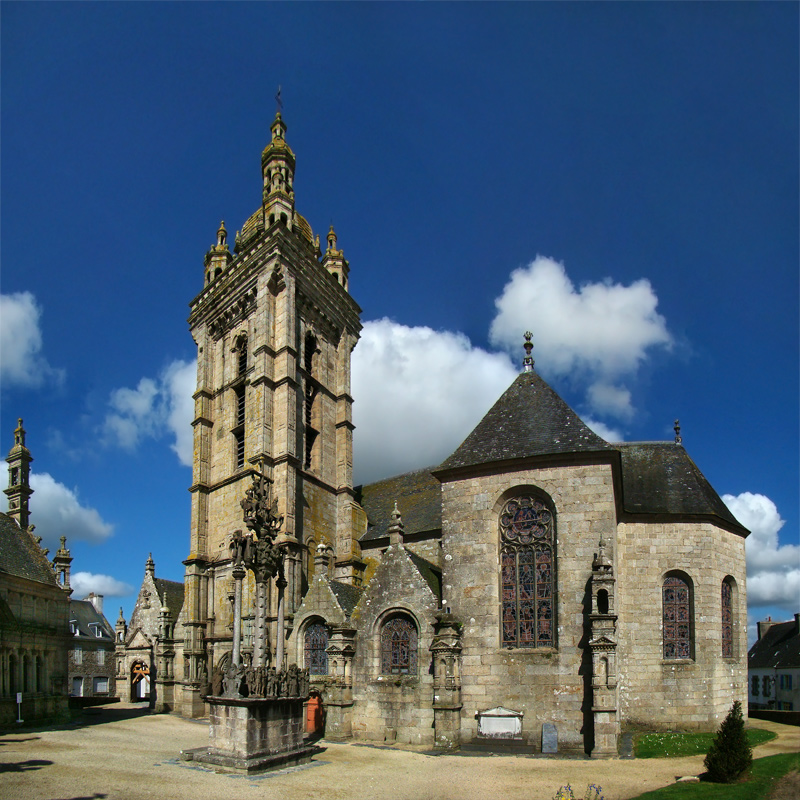
Enclos paroissial de Saint-Thégonnec.

L’apogée de la construction de ces enclos se situe dans la province de Bretagne entre le milieu du XVIe et la fin du XVIIe siècle, période de paix initiée par le Concile de Trente et qui fait partie de la Renaissance française,. L'architecture des enclos puise donc dans l'architecture gothique et dans l'architecture renaissance.

### XVe siècle: le développement économique de la Basse-Bretagne
La Basse-Bretagne s'enrichit à partir du XVe siècle grâce à ses ports situés au centre des échanges commerciaux entre l'Espagne et l'Europe du Nord. De plus, la culture et le tissage du lin, en particulier dans la vallée de l'Élorn et dans le Léon, vendu en Angleterre et Hollande, ajoutent à la richesse de la région qui se traduit par l'édification de grands enclos. Enfin, de nombreuses foires sont organisées, auxquelles participent des commerçants étrangers. Par ailleurs des artistes italiens et espagnols apportent les influences du baroque de leurs pays dans les ornements des nouveaux enclos.

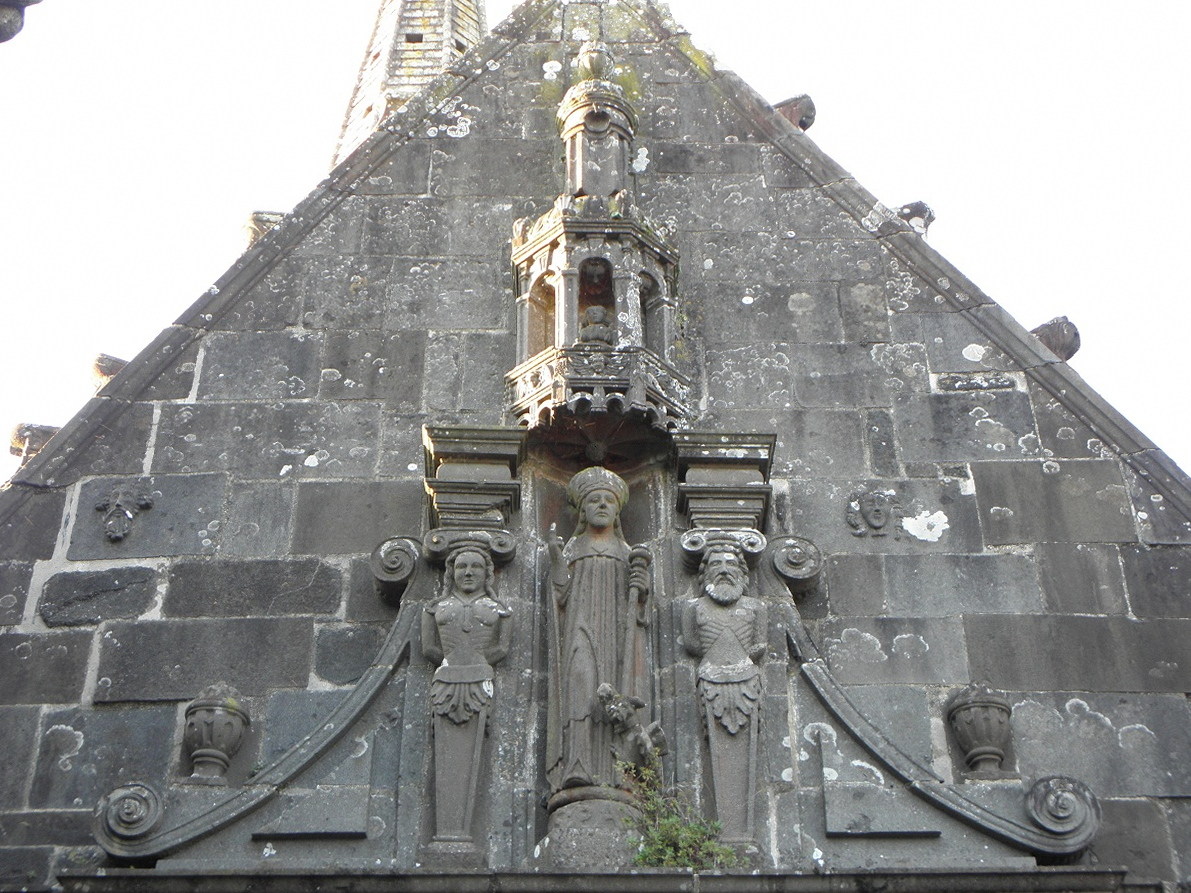
Mur de l'ossuaire de La Martyre (1619).

Cette prospérité économique fait émerger une aristocratie villageoise qui construit de riches châteaux et églises. Les traités d'architecture de l'époque servent d'inspiration, tel ceux de Sebastiano Serlio, d'Androuet du Cerceau ou de Philibert Delorme : les colonnes latérales du porche de l'église de Bodilis sont des copies d'ouvrages de Delorme. De nombreux motifs, arrivés d'Italie, sont sculptés dans les monuments des enclos, tels des « cartouches, cuirs enroulés, faunes et satyres, cariatides aussi ».
Chaque village, par esprit de clocher, par émulation entre les paroisses, rivalise avec son voisin pour étaler sa richesse en construisant le plus bel enclos possible. Cette rivalité s'observe entre des paroisses voisines mais parfois aussi éloignées l'une de l'autre.
La monumentalité ostentatoire (le fait de posséder les monuments les plus beaux, les plus ornementés) exprime un certain orgueil paroissial mais traduit aussi la propension au baroque des mandataires et constructeurs qui veulent magnifier l'Église de la Contre-Réforme (la Réforme protestante milite pour des édifices religieux et des offices sobres et sans apparat) propagée par deux missionnaires qui ont une influence considérable et durable en pays bretonnant, Michel Le Nobletz et Julien Maunoir. Cela explique les grands thèmes de la Contre-Réforme qui enrichissent l'iconographie religieuse des enclos : Rosaire, Sainte Famille, ange gardien et saint Joseph, patron des agonisants et de la Bonne Mort.
Les enclos paroissiaux révèlent également la coloration toute particulière qu'ont pris le culte des saints locaux et le culte des morts chez les populations rurales bretonnes nourries du merveilleux celtique qui mêle légendes païennes et piété naïve. Ils bénéficient également des matériaux locaux, comme la combinaison de la pierre jaune de Logonna en pierre de taille, et la pierre noire de Kersanton pour la sculpture, dans le secteur de Logonna-Daoulas, permettant par exemple le polylithisme du calvaire de Plougastel-Daoulas. 

### XVIe-XVIIe siècle: Usages sacrés et profanes de l'enclos et de l'église
On peut distinguer deux phases dans la construction monumentale des enclos. À partir du XVIe siècle, les enterrements ont lieu uniquement dans les églises. Le cimetière l'entourant est surtout un lieu de vie de la paroisse, avec des fonctions sacrées (mystère, prêche, offrande) et profanes (réunion, marché). En effet, même s'il est appelé cimetière, celui-ci n'est plus le lieu d'inhumation des paroissiens qui sont tous enterrés dans l'église. Cela a donné lieu à un fort développement de l'espace clôt du placître (porte, ossuaire, calvaire et porche). Au XVIIe siècle, l'église restreint l'usage profane des églises et de leurs abords. Par conséquent, les enrichissement se concentrent d'avantage sur les églises (porche, mobilier, sacristie). Ainsi, la monumentalité de l'accueil du paroissien passe de la porte triomphale au porche méridionale de l'église. Cependant, un élément du placître continue à se développer à cette époque : l'ossuaire. En effet, il y a toujours besoin de faire de la place dans l'église pour accueillir les nouveaux défunts. Ceux-ci deviennent des chapelles-reliquaires (comme à Guimiliau), permettant de célébrer la messe des morts, et dont la décoration macabre (Ankou, inscriptions) qui édifie le fidèle. alors que la fonction de l'enclos se recentre sur l'aspect religieux au sein de l'église (avec un développement des ossuaires pour libérer la place des églises, et édifier le passant.

### XVIIIe siècle: la fin des enclos

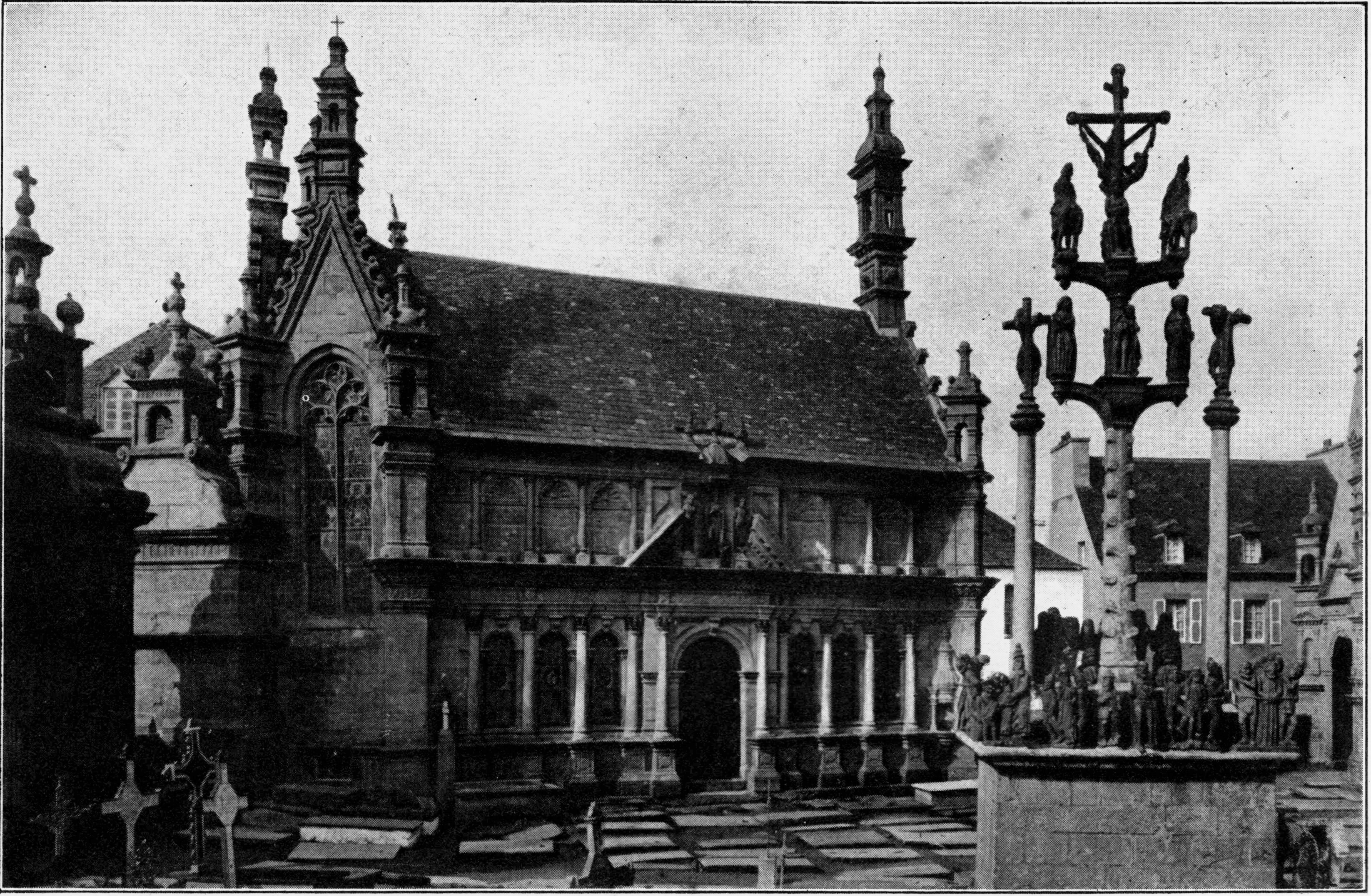
Les pierres tombales sont visibles autour de l'ossuaire de Saint-Thégonnec.

En avril 1695, un décret royal, confirmé par le Parlement de Bretagne sept ans plus tard, interdit toute nouvelle construction d'édifice ou dans les édifices religieux sans nécessité. La politique commerciale de Colbert et le blocus dû à la guerre de la Ligue d'Augsbourg entraînent une baisse de la production toilière et des exportations agricoles bretonnes, si bien que l'État estime probablement que les dépenses somptuaires engagées à élever les monuments des enclos sont détournées de la voie royale des impôts. Ce décret, même s'il n'est pas appliqué uniformément, met un coup d'arrêt à la construction des enclos paroissiaux. D'autre part, un décret de 1719 interdit les inhumations dans les églises, faisant des cimetières autour des églises les nouveaux lieux d'inhumation. Néanmoins, il devra répéter un grand nombre de fois cet arrêt afin de le faire respecter aux environs de 1760. Cet usage funéraire du cimetière, qu'il avait perdu durant deux siècles, conduit à une occupation peu organisée du placître par des pierres tombales. Cela n'empêche pas les usages profanes (marché) et la redécouverte de ces architectures du placître, telle la porte de Pleyben, réalisée en 1725 et dénommée Porz ar Maro (Porte de la Mort). Certaines réorganisations ont lieu dans l'enclos, avec l'ossuaire qui perd sa fonction, et devient parfois une chapelle, et le calvaire qui peut être déplacé du centre du cimetière, tel celui de Pleyben qui devient une porte monumentale, pour laisser de la place aux tombes.

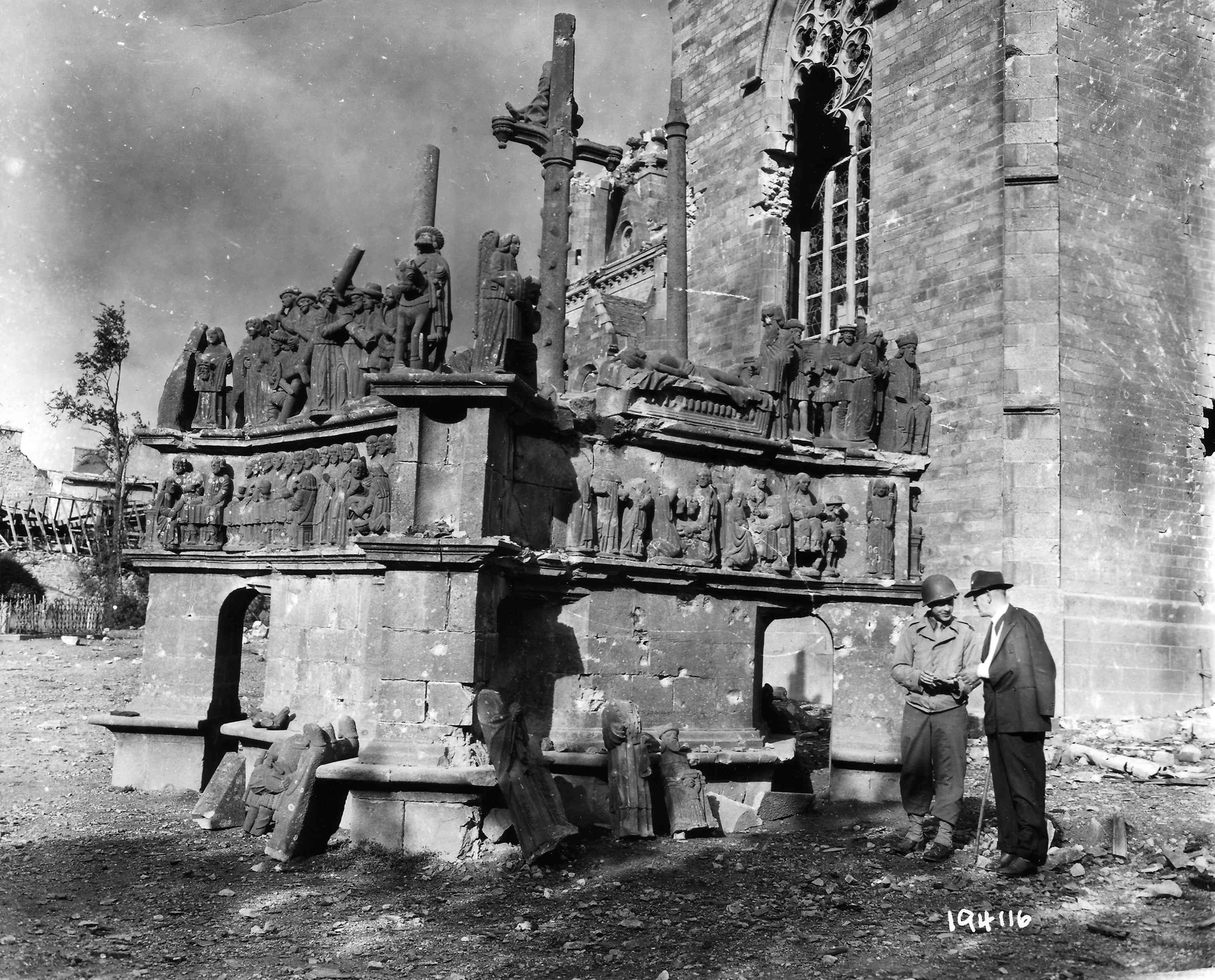
Le calvaire de Plougastel-Daoulas, détruit par un bombardement en 1944.

Les enclos paroissiaux seront en partie démantelés au cours des XIXe et XXe siècles. En effet la Révolution provoque un antichristianisme qui affecte surtout les éléments décoratifs tels les calvaires (comme celui de Plourin-les-Morlaix, dont les sculptures seront réinstallés), ou donne une affectation de mairie aux ossuaires (comme à Sizun). Les mouvements hygiénistes conduisent à déplacer les cimetières en dehors des villes, redonnant paradoxalement un aspect ancien aux placîtres, recouvert d'herbe. et les besoins urbanistes, tel l'agrandissement des routes pour faciliter l'automobile, amputent également les enclos. Ainsi, le cimetière de l'enclos du Faou a été déplacé en 1866, l'ossuaire a été détruit en 1892, et désormais une route traverse l'ancien placître,. Certains enclos subiront les effets des guerres, comme le calvaire de Plougastel-Daoulas, détruit par un bombardement en 1944, et reconstruit par la suite. La patrimonialisation du XX et XXIe siècle conduit à promouvoir et à mettre en valeur les enclos restants, en commençant vers 1930 par les nommer des "enclos paroissiaux" lors de la promotion des enclos de Guimiliau, Lampaul-Guimiliau et Saint-Thégonnec, alors qu'ils étaient simplement nommé "cimetières" auparavant. Une procédure d'inscription au patrimoine mondial a été entamée dans les années 2020, avec une inscription sur la liste indicative de la France de 31 enclos en 2024,, tandis que de précédentes tentatives, conjointement avec le cairn de Barnenez, avaient eu lieu dans les années 1990.

## Fonctions sacrée et profane

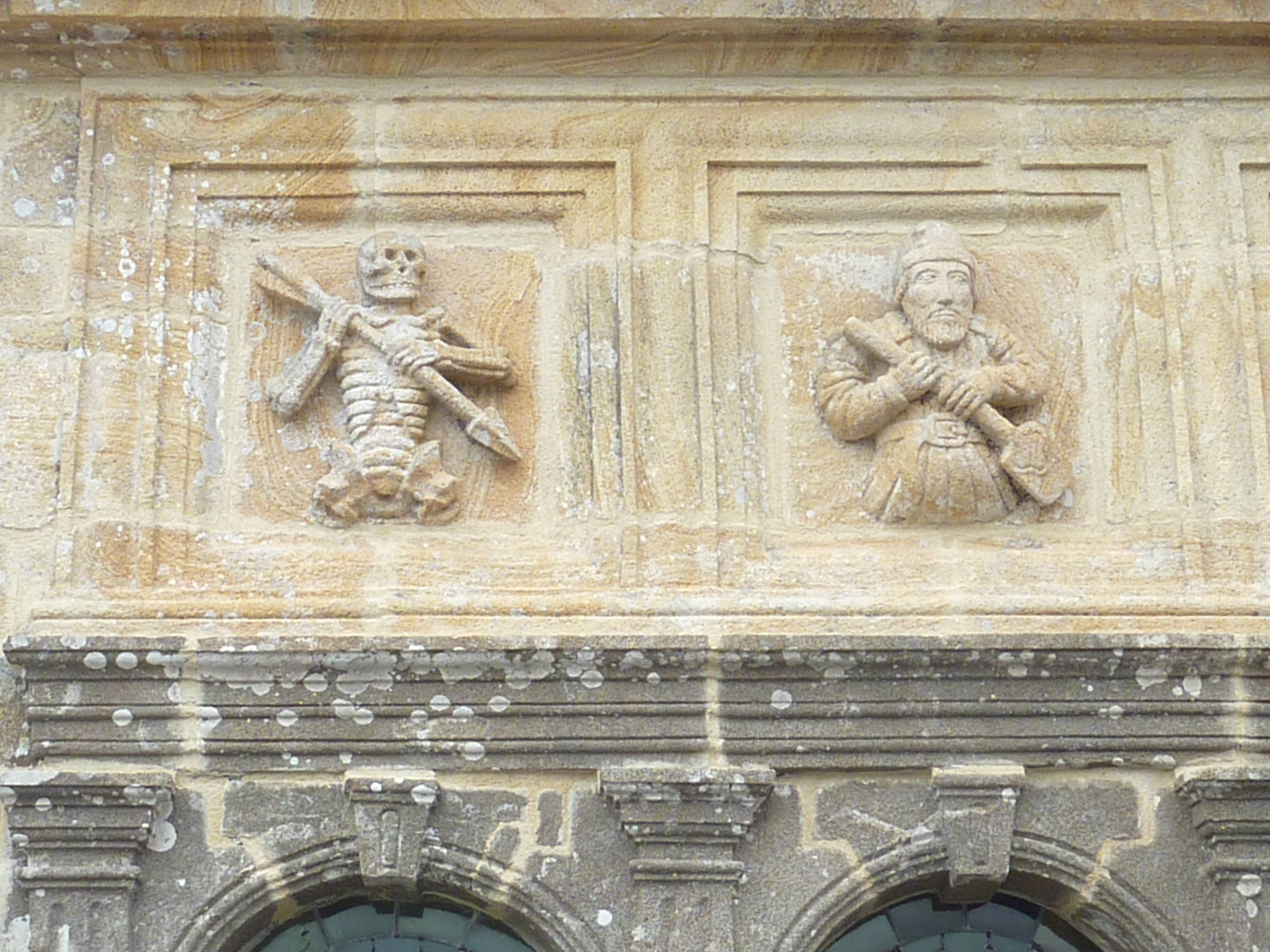
Ankou et paysan sur l'ossuaire de Ploudiry.

Les enclos, construits autour des églises, avaient une fonction sacrée, mais également sociale, en lien avec la spécificité religieuse de la Bretagne et de ses racines préchrétiennes, notamment dans son rapport à la mort (Anaon, Ankou, intersignes). L'enclos délimitait l'espace sacré, ouvert par une porte monumentale, dénommée "porte de la mort". L'ensemble des morts de la paroisse était enterré dans l'église (et pas seulement les notables et les ecclésiastiques). Des ossuaires ont donc été construit afin de libérer de la place dans les églises. Ainsi, les habitants qui se rendaient dans l'église passait devant les ossuaires, dont les ouvertures laissaient voir les ossements que les passant aspergeaient d'eau bénite. Les cimetières ne prendront la fonction de champs des morts qu'à partir du XVIIIe siècle, bien qu'il possède cette dénomination bien avant. Les calvaires permettaient également de faire des offrandes publiques (tables d'offrandes à Lopérec). Les placîtres étaient également des lieux de prêche, où les prêtres pouvaient monter sur certains calvaires (Plougastel-Daoulas) ou sur certaines portes monumentales (Saint-Jean-du-Doigt). Certains enclos sont le siège de pardons réputés attirant une foule nombreuse. Ainsi l'enclos de Rumengol est un sanctuaire connu pour son pardon.
L'enclos n'était pas réservé aux activités religieuses, et nombres d'activités profanes, comme des réunions et du commerce s'y déroulaient. Cela explique le développement de porches imposants au niveau du clocher (clocher-porche de Saint-Thégonnec) ou d'une porte sud de l'église (porche de Trémaouézan), qui sont équipés de banc. Cet usage de l'enclos comme lieu de rassemblement de la communauté, mais également comme lieu de passage des commerçants (qui circulent entre les paroisses), explique l'importance de l'embellissement des enclos et de leur préservation jusqu'à aujourd'hui. Si les enclos ont fortement perdu de ces fonctions premières (de nombreux cimetières ont été déplacés à l'extérieur des bourgs, et déclins de la pratique religieuse), ils conservent une fonction identitaire, et deviennent source d'attrait touristique.

## Description

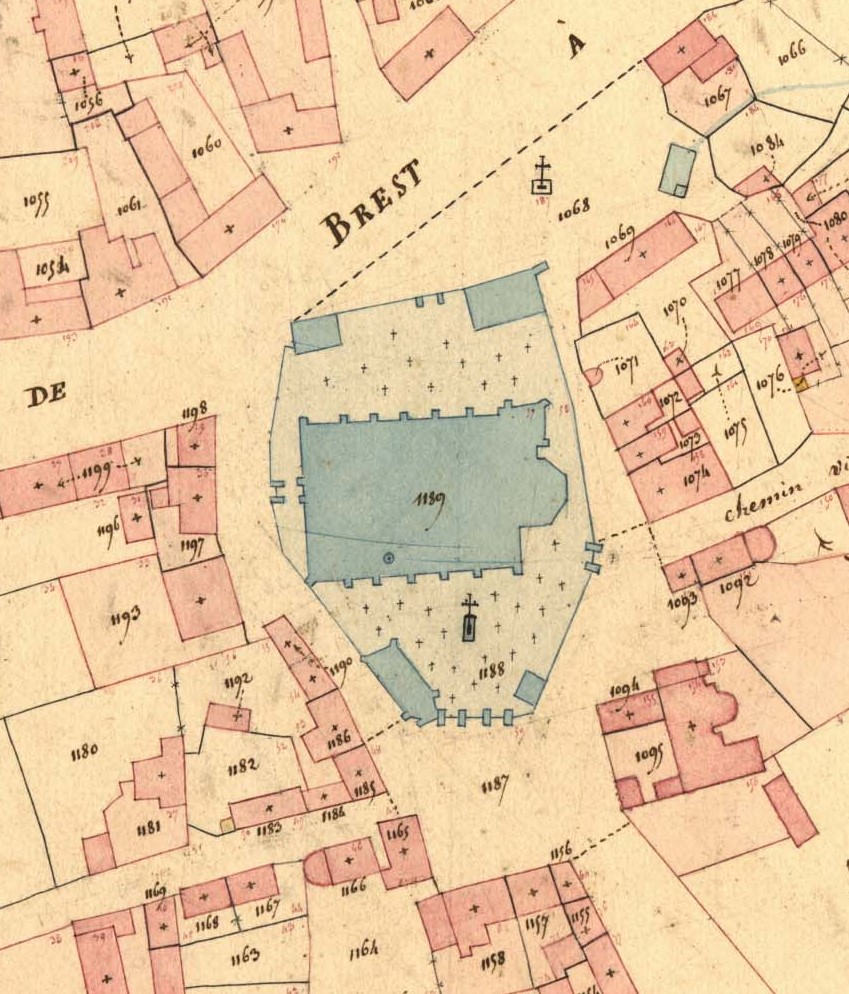
Plan de l'enclos de Saint-Thégonnec en 1838. On observe un enclos qui s'ouvre au sud par une porte triomphale. A l'intérieur, une église entourée par un cimetière. Dans la partie sud, le calvaire et une chapelle-reliquaire, dans la partie nord, deux ossuaires.

L'enclos paroissial est un ensemble architectural religieux clos d'un mur, typique de la Basse-Bretagne où on en trouve encore 70 exemples intacts. Quelques enclos sont également répertoriés en Haute-Bretagne comme à Saint-Suliac (Ille-et-Vilaine) datant du XIIIe siècle. Les plus célèbres se trouvent dans le Finistère : Saint-Thégonnec, Guimiliau, Lampaul-Guimiliau, Plougonven, Plougastel-Daoulas, Pleyben, Saint-Jean-du-Doigt. Quelques églises se visitent aussi sur les versants de la vallée de l'Elorn entre Landivisiau et Landerneau.
Un enclos paroissial est au sens strict une église paroissiale entourée d'un placître voué ou non à un cimetière, que borne un mur d'enceinte. Les éléments caractéristiques d'un enclos sont :
- une église, souvent avec un porche méridional très décoré ou un clocher-porche, ainsi qu'un clocher et une sacristie très développés,
- un ossuaire ou une chapelle reliquaire,
- un calvaire,
- un mur d'enceinte, ouvert par des échaliers,
- une porte triomphale (sur lequel peut se trouver le calvaire),
- un cimetière dans le placître,
- mais aussi une fontaine, un if, voire un mégalithe.

Certains enclos ne sont pas strictement des enclos paroissiaux, car ils ne sont pas centrés sur une église paroissiale mais sur une chapelle, qui était fréquemment une trève, ce qui explique qu'ils n'ont ni cimetière, ni ossuaire, comme ceux de Saint-Ségal et Berven.

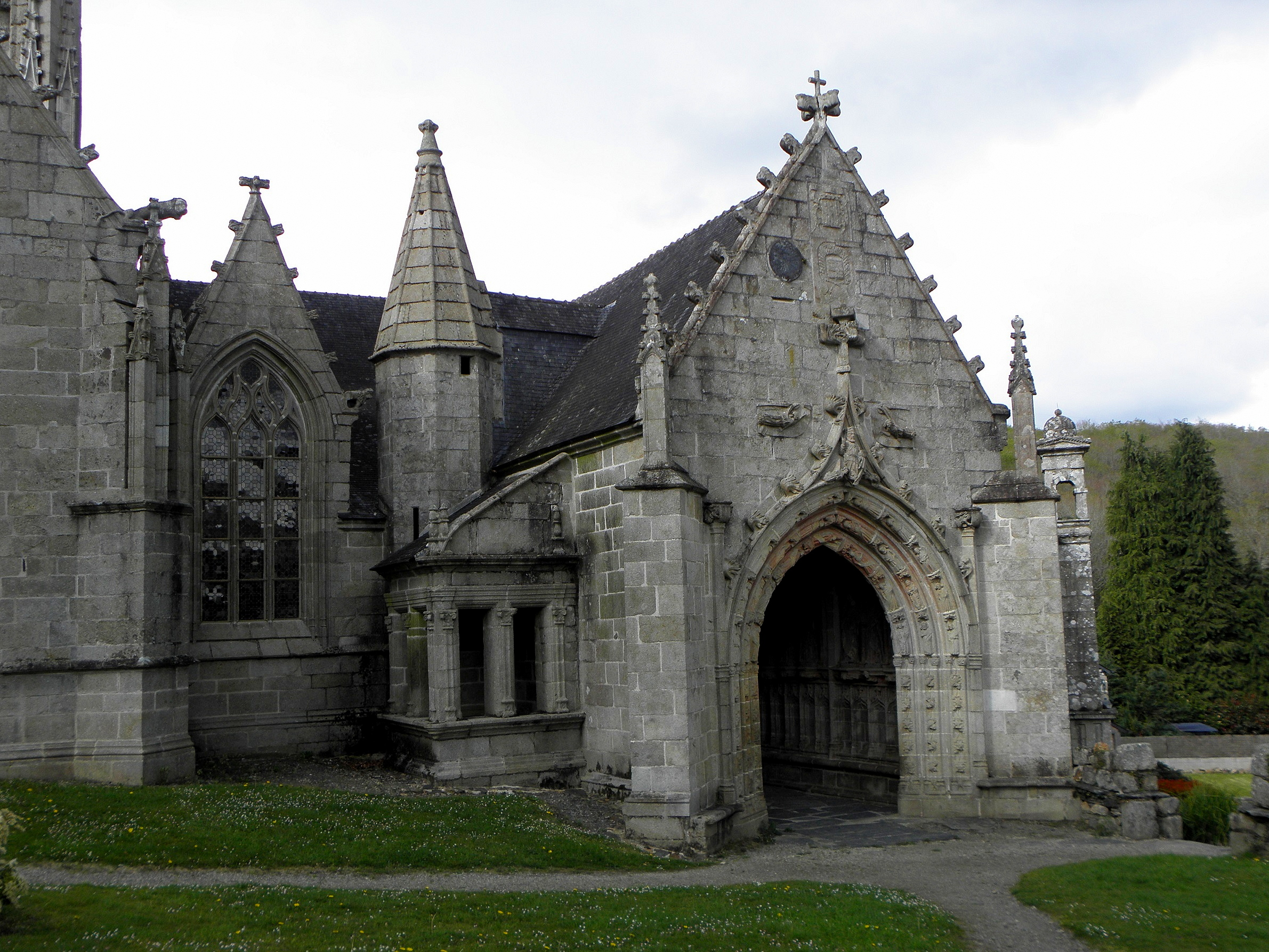
Porche sud de l'église de Saint-Herbot.

### Église
Les églises bretonnes se distinguent d'abord par leurs clochers largement ornés (balustres, clochetons, crochets, pinacles), ensuite par leurs porches : les grands porches qui servent à la fois d'entrée principale et de lieu de réunion des conseils de paroisses, et les porches latéraux, apparus à partir du XVIe siècle, qui forment des ensembles architecturaux autonomes et comportent souvent une galerie de saints ou d'apôtres.

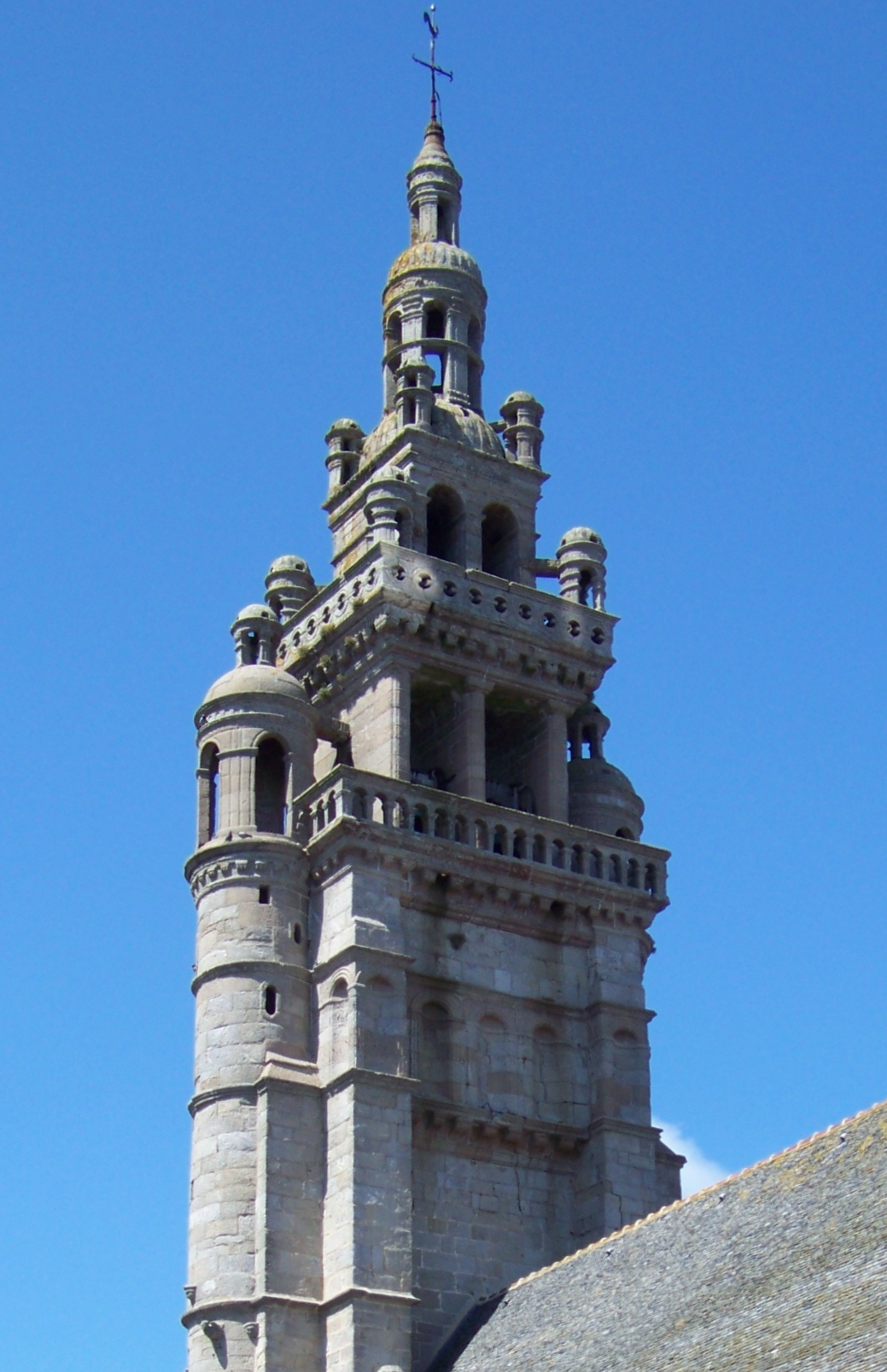
Clocher de l'église de Roscoff.

Les enclos proposent un parcours de la mort vers la résurrection : après avoir traversé le cimetière, être passé devant l'ossuaire et avoir vu l'Ankou, le retable dans l'église donne une riche représentation du paradis.
Ce circuit spirituel se poursuit généralement sur une voûte en bois sculpté.

#### Le porche méridional
Le porche méridional est un des éléments caractéristiques de l'église des enclos. Il est fortement ouvragé et prend la forme d'un pignon. L'intérieur est également très ouvragé, avec souvent les sculptures des douze apôtres et du christ. Des bancs sont également disposés afin de permettre des activités comme le commerce ou les réunions (notamment les réunions du conseil de fabrique).

#### La sacristie
La sacristie est l'élément qui sera fortement développé à partir du XVIIe siècle. La variation architecturale de la sacristie se retrouve dans son plan et dans son toit. Le plan peut être rectangulaire à deux niveaux, avec un toit simple (Lampaul-Guimiliau) ou en carène (Bodilis, Sizun), ou à plan quadrilobé avec un toit en dôme entouré de toits coniques (Guimiliau) ou coupoles (Pleyben), voire avec un dôme et lanternon (la Martyre).

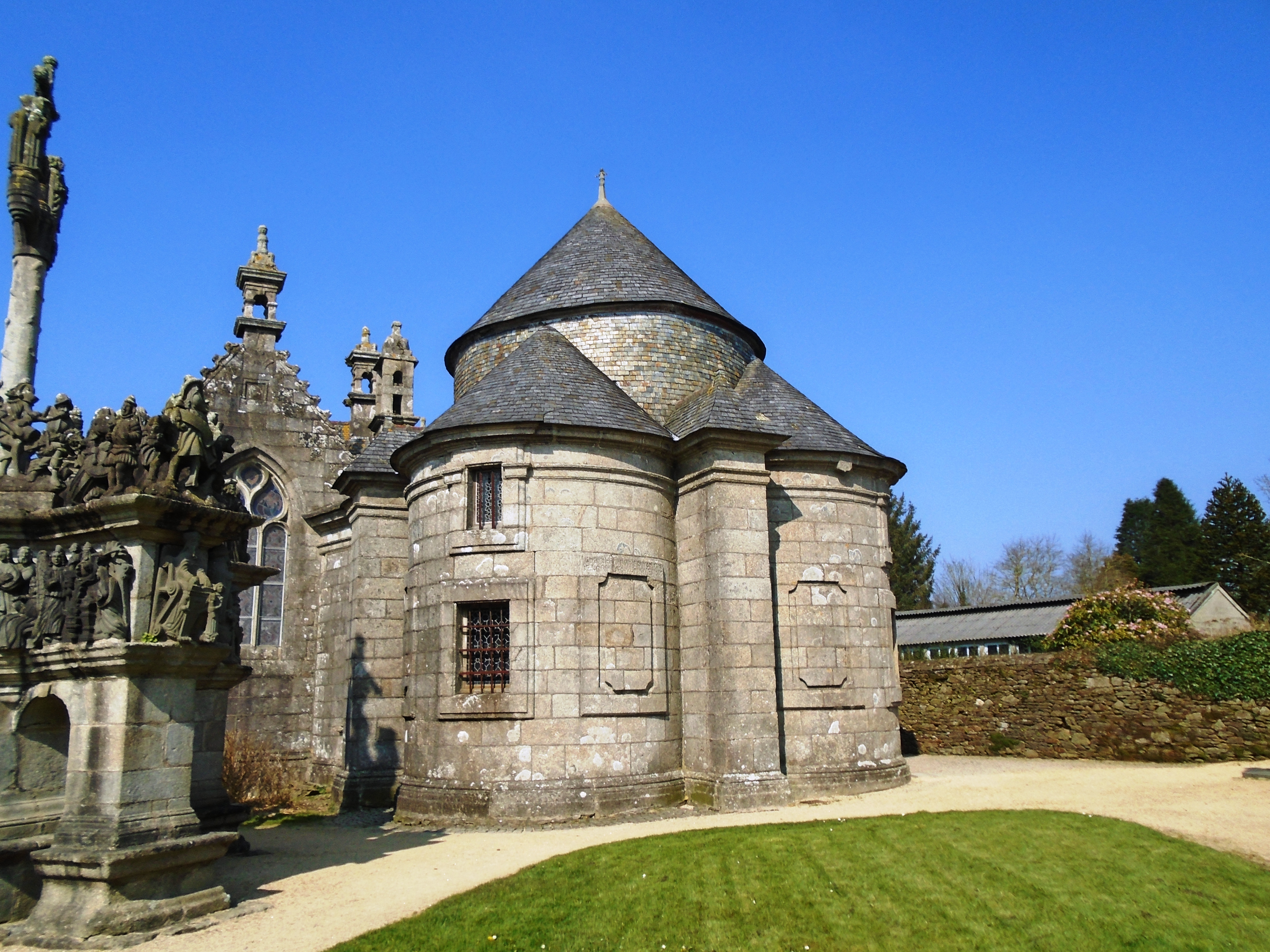
Sacristie de Guimiliau.

#### Le mobilier
Le mobilier des églises bretonnes est riche et coloré : les retables polychromes sont en marbre en Haute-Bretagne et en Vannetais, et souvent en bois dans le reste de la Basse-Bretagne. Une autre particularité sont les encadrements à dais et à colonnes qui encadrent les fonts baptismaux.

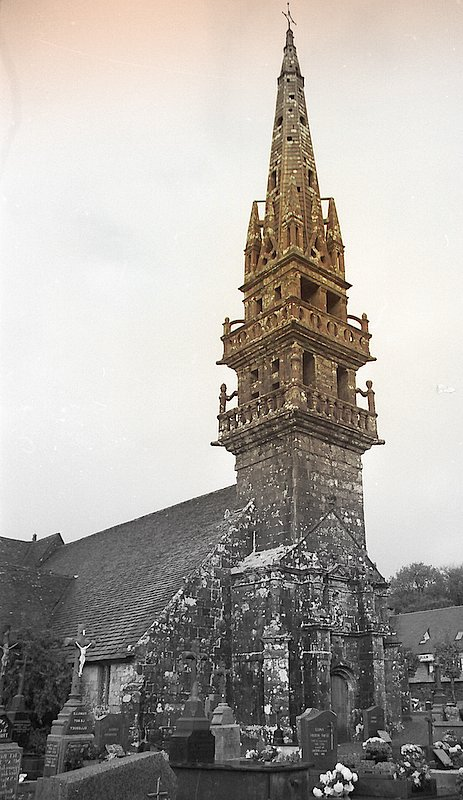
Clocher de l'église Sainte-Nonne de Dirinon
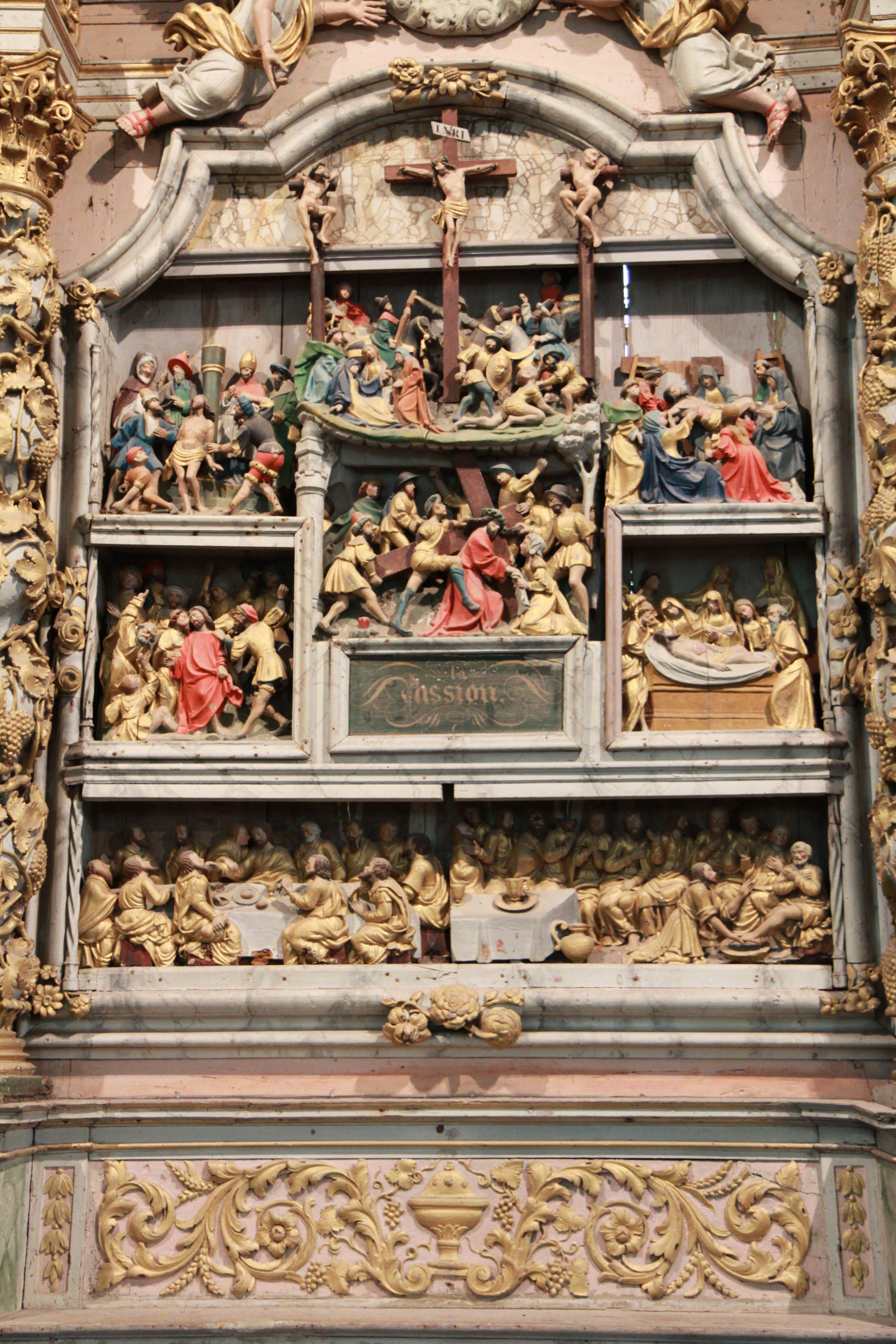
Retable de la Passion, à Lampaul-Guimiliau
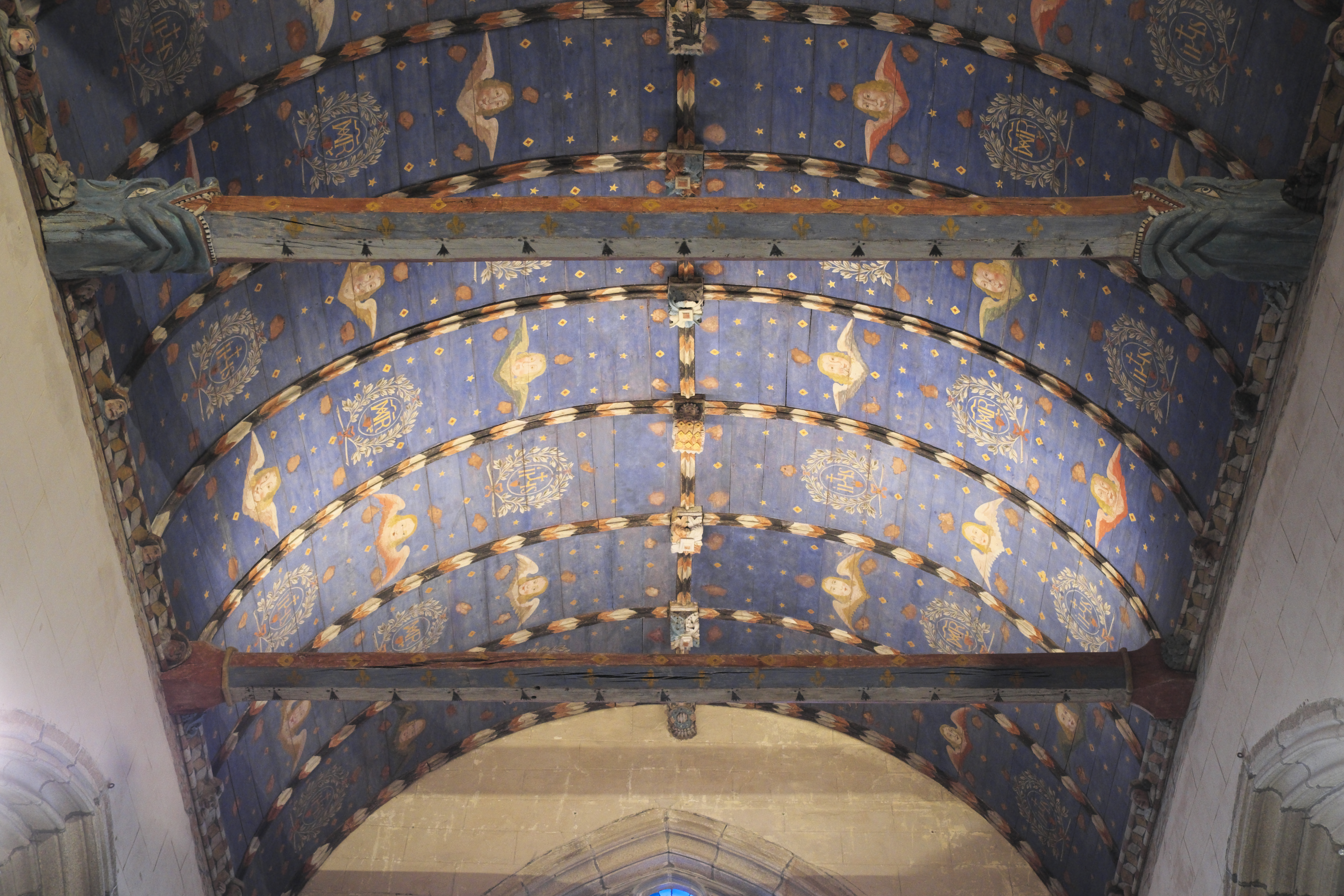
Voûte de l'église de La Roche-Maurice
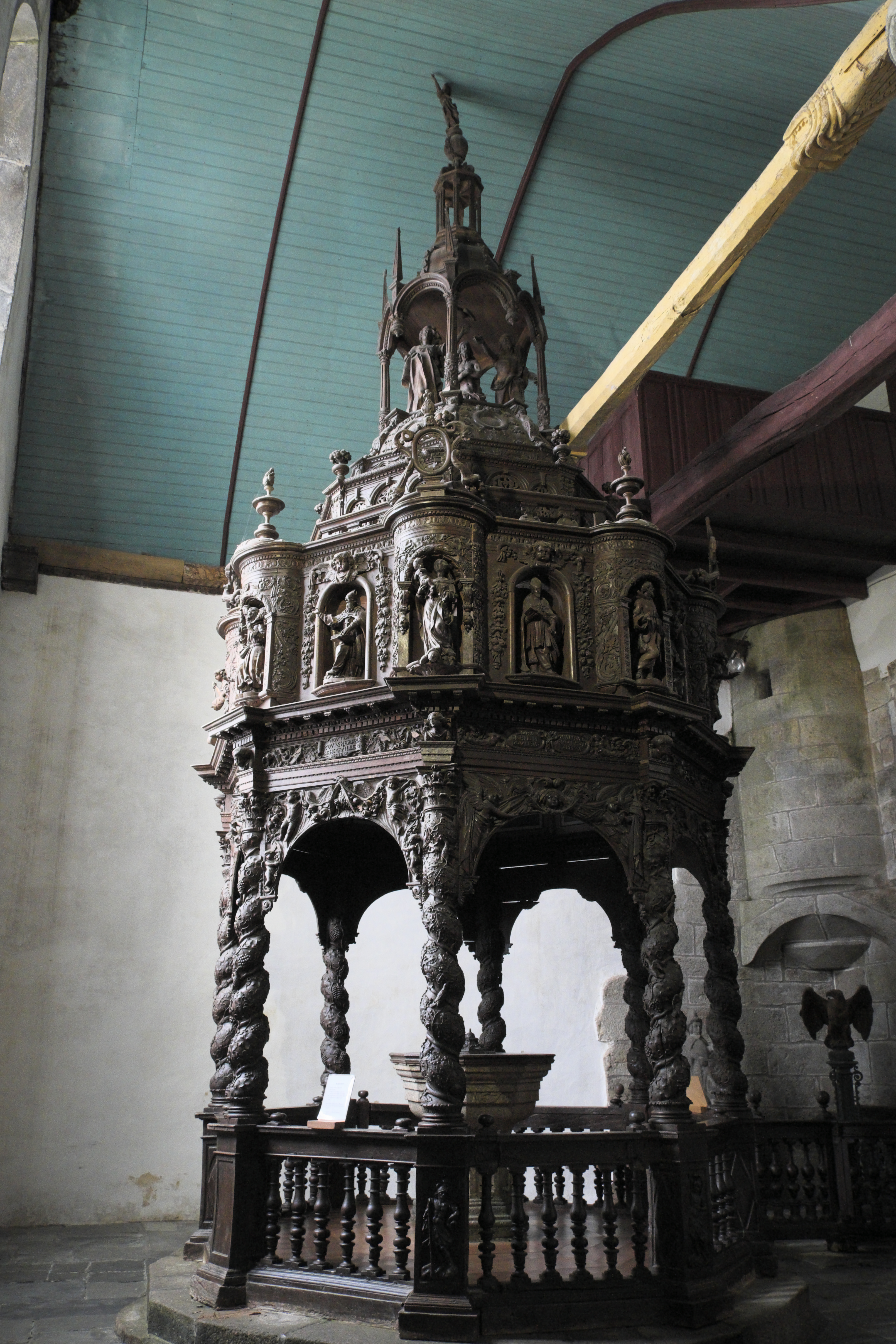
Fonts baptismaux de l'église de Guimiliau

### Porte triomphale ou arc de triomphe

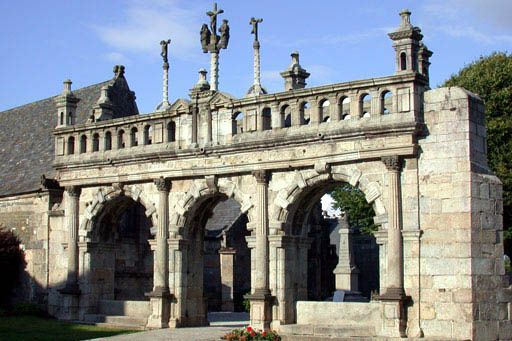
L'arc de triomphe de Sizun.

Elle est nommée en breton Porz ar maro, « Porte de la mort » car elle marque l'entrée du cimetière. Elle peut être surmontée d'un calvaire comme dans l'enclos de Sizun. Elles sont généralement construite au XVIIe siècle. On retrouve des portes de style gothique, comme la porte en anse de panier de Saint-Jean-du-Doigt, et de style renaissance, comme la porte en arc de triomphe de Sizun. Au XVIIe siècle, le déplacement de la vie de l'enclos à l'intérieur de l'église conduit à faire des portes monumentales plus simple, comme à Plounéour-Ménez.

### Ossuaire (ou reliquaire)

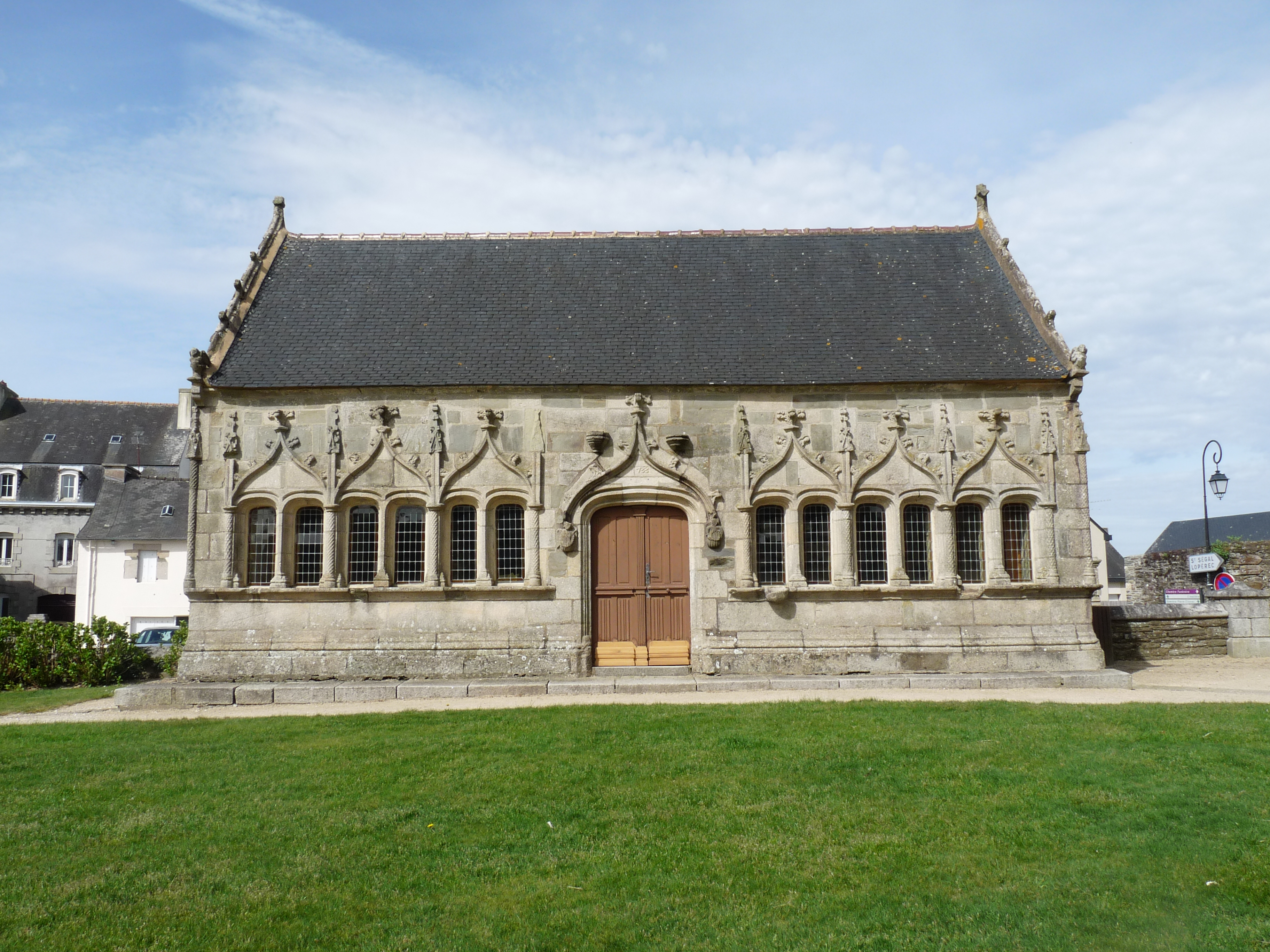
La chapelle funéraire de Pleyben.

L'ossuaire est destiné à recevoir les ossements retirés du cimetière ou de l'église pour libérer de la place. Les ossuaires monumentaux sont principalement construits en Basse-Bretagne et sont situés dans la partie ouest ou sud-ouest des enclos. Le plus abouti est celui de l'enclos de Saint-Thégonnec, bien qu'il n'ait jamais accueilli d'ossement et servit plutôt de chapelle (il y avait deux autres ossuaires dans l'enclos). La plupart des ossuaires ont été vidés de leurs reliques, hormis, dans le centre des Côtes-d'Armor, dans le Kreiz Breizh, ceux de Lanrivain, Trégornan, Bothoa et Gouarec. Le dernier ossuaire est celui du Moustoir-Remungol en 1823. 
Les ossuaires peuvent se distinguer en deux catégories : les ossuaires attachés au porche méridional (Saint-Herbot), et les ossuaires autonomes, généralement de plus grande dimension, le long de l'enceinte de l'enclos (Pleyben). Comme pour le reste de l'enclos, certains sont gothiques, comme à Pleyben, et d'autres renaissances, comme à Saint-Servais. Roscoff possède deux ossuaires, gothique et renaissance. 

### Calvaire

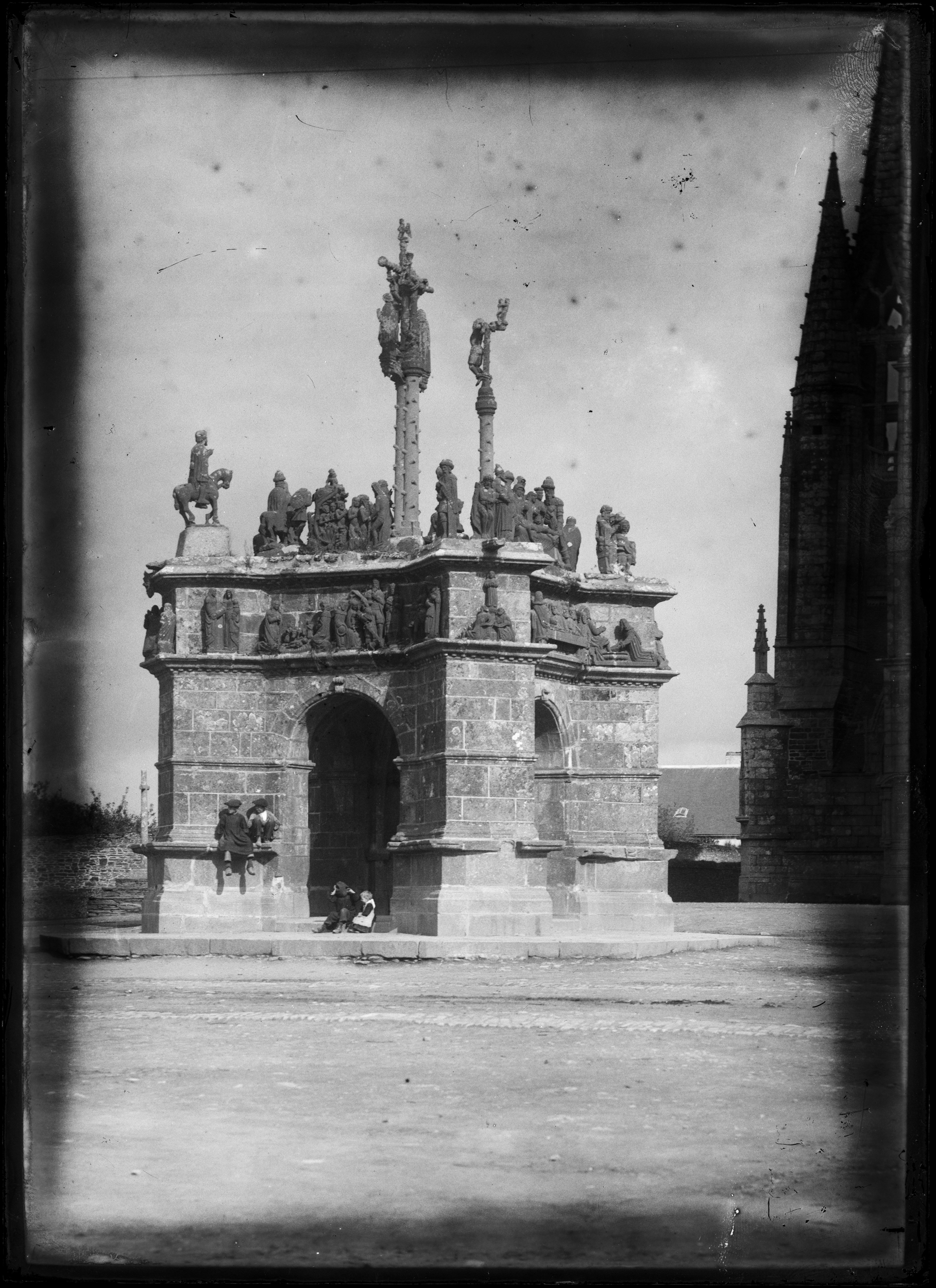
Calvaire de Pleyben, avant 1905

La Bretagne a une longue tradition de monuments religieux, depuis l'époque des menhirs, puis par ses nombreuses croix érigées le long des chemins, aux carrefours, ou encore sur le littoral ; les enclos présentent des calvaires monumentaux. Signes protecteurs, ces calvaires imposants ont été préservés pendant la Révolution puis à l'ère industrielle quand certains villages ont été abandonnés. Beaucoup de peintures bretonnes représentent ainsi des villageois s'agenouillant au pied de leurs calvaires. Les calvaires avaient à leur pied des tables d'offrandes, et servaient donc de lieux d'offrandes publiques.
Le calvaire monumental représente autour de la Passion du Christ toute l'histoire sainte, forçant l'émotion et l'adoration par sa complexité, et représentant la résurrection de Jésus et sa gloire par sa verticalité. Le premier de ces grands calvaires serait celui de Lanrivain, en 1585. Celui de Guimiliau, riche de deux cents personnages pouvait servir à l'instruction religieuse des fidèles. Les thèmes représentés sur les calvaires sont généralement ceux de la vie du Christ (naissance, enfance, Passion, Résurrection), de la mort (thème fréquent en Bretagne, qui trouve ses racines dans la tradition celte), des thèmes liés à la Contre-Réforme également (Rosaire, Sainte Famille, Anges gardiens, ...) ainsi que des saints vénérés localement (saint Roch, saint Sébastien, saint Isidore, etc.). Jusqu'au XIXe siècle, les fidèles et voyageurs pouvaient y observer encore des traces de polychromie (typiquement une tunique rouge pour les personnages romains, ocre et bleue pour les personnages liturgiques),.
« Véritable bande dessinée à l'instar des vitraux conçus à l'origine pour permettre une lecture plus rapide des grandes scènes des Évangiles ou des Vies des saints, les calvaires font foisonner une multitude de personnages qui leur confèrent une tonalité épique et vivante ».
Les sept principaux calvaires monumentaux bretons sont ceux de :
- Plougonven
- Saint-Thégonnec
- Guimiliau
- Plougastel-Daoulas
- Pleyben
- Guéhenno
- Tronoën (en Saint-Jean-Trolimon). Seul ce dernier n'est pas dans un enclos paroissial[38].

### Mur d'enceinte, placître et cimetière

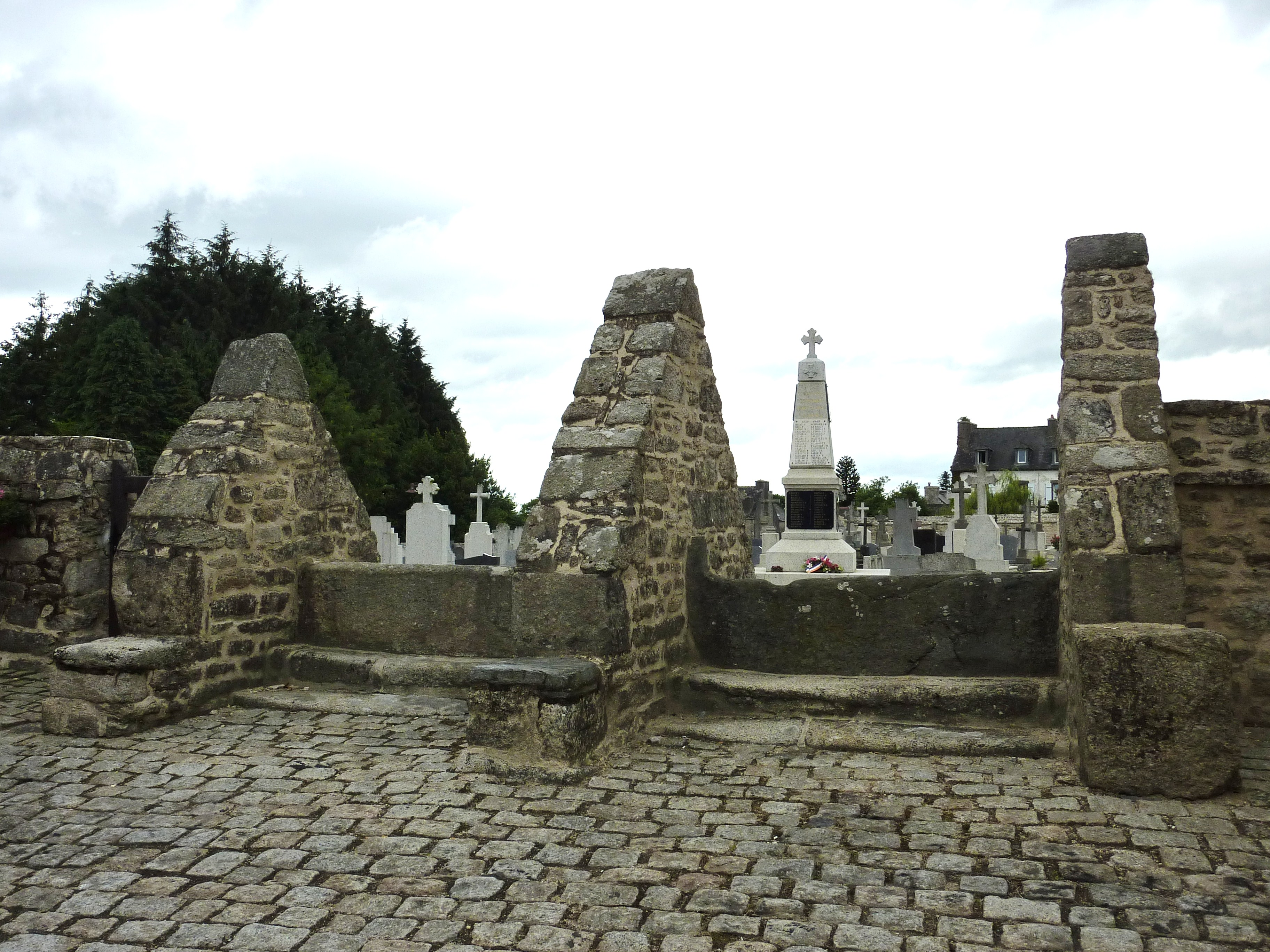
Deux échaliers (ici des dalles de schiste) barrant l'entrée de l'enclos de Berrien.

Généralement les diverses entrées de l'enclos sont barrées par un échalier, dalle de pierre verticale qu'il faut enjamber, cette dalle était destinée à empêcher les animaux domestiques de pénétrer dans l'enceinte sacrée, notamment dans le cimetière. Cette précaution fait que le portique d´entrée, toujours ouvert, comporte une marche pour monter, un petit muret à enjamber et une marche pour descendre. L'enclos était ainsi protégé de l'intrusion animale. On voit très nettement cette particularité à Plouneour-Menez. À l'intérieur de cet enclos se trouve le placître. Le placître désigne donc la place située autour de l'église et délimitée par l'enclos.
Initialement, les placître étaient en herbe, avec éventuellement quelques arbres dont la vente du bois assurait quelques revenus à la paroisse ; les jours de foire, la fabrique paroissiale autorisait la présence de boutiques, bénéficiant des redevances payées par les marchands ambulants. Depuis le XIVe siècle, les morts étaient inhumés dans les églises, les places les plus proches des autels étant les plus recherchées. Le sol des églises n'offrant qu'un espace assez restreint, afin de pouvoir procéder à de nouvelles inhumations, l'on retirait les ossements des morts anciens que l'on déposait dans un ossuaire, appelé aussi « reliquaire » ou « charnier ». Lorsque ceux-ci étaient remplis, les ossements étaient alors déversés dans des fosses dans les cimetières du placître. En 1719, le Parlement de Bretagne interdit l'inhumation dans les églises et même si les recteurs (curés) auront bien du mal à faire respecter cette interdiction, progressivement l'habitude se prend alors d'inhumer les morts hors de l'église, dans l'enclos.

### Fontaine, if et mégalithe
Héritiers des croyances préchrétiennes, les enclos peuvent également comporter des fontaines, à vocation miraculeuse, des ifs, symbole d'éternité, et des mégalithes néolithiques. Par exemple, des fontaines existent à proximité de l'enclos de Rumengol et de celui de Loguivy-lès-Lannion, un mégalithe est visible dans celui de Bourg-Blanc, et l'enclos de Kergrist-Moëlou possède plusieurs ifs.

## Artistes et personnalités liées
Les commandes sont réalisées par le conseil de fabrique. Pour les enclos bretons, il s'agit d'une assemblée de paroissiens élus, généralement de riches marchands, qui gérait entre autres les grands travaux des enclos. Le conseil se réunissait sous le porche méridional de l'église, ce qui explique la présence de bancs. Les enclos ont été produits par des artistes locaux, influencés de la renaissance française par le biais des ouvrages illustrés. La famille de Beaumanoir, en particulier Philippe de Beaumanoir, est réputée être à l'origine du style Beaumanoir, une architecture d'église initiée en 1499 à la chapelle Saint-Nicolas de Plufur. L'un des artistes connus est le sculpteur Roland Doré, qui a principalement œuvré sur les calvaires mais aussi sur les porches, les ossuaires et les sacristies, entre 1618 et 1660. Cependant la plupart des artistes sont inconnus, comme le Maître de Plougastel (1598-1621) dont l'atelier est principalement connu pour le calvaire de Plougastel-Daoulas, mais dont les œuvres se retrouvent dans de nombreux enclos.

## Quelques enclos paroissiaux
On retrouve des enclos paroissiaux dans toute la Bretagne, mais avec une plus forte présence en Basse-Bretagne. Une centaine d'enclos sont répertoriés, dont les deux tiers dans le nord Finistère. Etant désigné ainsi de manière rétrospective, tous les auteurs n'ont pas établis la même liste d'enclos. De manière stricte, les enclos inclus l'ensemble des éléments très ouvragés au sein d'un enclos, c'est-à-dire une église très décorée avec clocher, porche et sacristie, un ossuaire, une porte-triomphale et un calvaire complet (avec les trois croix, voire la vie du Christ). Cependant, le qualificatif d'enclos peut-être employé pour des ensembles moins importants, par exemple avec une simple croix comme calvaire, une absence de sacristie ou de porte triomphale, ce qui est souvent le cas des enclos de Haute-Bretagne. D'autre part, il faut aussi prendre en compte les destructions d'éléments, rendant ces enclos incomplets voir illisibles. La liste établie ci-après vise à référencer les enclos généralement admis comme tels au vu des éléments actuels, et ceux dont les éléments documentés ont été grandement détruits.
| \| Bothoa Bulat-Pestivien Coatréven Gouarec Kergrist-Moëlou Kerpert Lanloup Lanrivain Lanvellec Le Quillio Loc-Envel Loguivy-lès-Lannion Mégrit Pléboulle Pléhérel Pleubian Ploulec'h Plourac'h Plouzélambre Plusquellec Runan Saint-Gilles-Pligeaux Saint-Lormel Saint-Servais Senven-Léhart Trédrez-Locquémeau (Locquémeau) Trédrez-Locquémeau (Trédrez) Trégastel Trégornan Trémargat Trémeur Argol Berrien Bénodet Bourg-Blanc Brennilis Châteaulin Daoulas Ergué-Gabéric Kerdévot Gouesnou Goulven Gouézec Guengat Guissény Kerlaz Landerneau Landivisiau Lanhouarneau Lanneuffret Lanrivoaré Le Faou Loc-Eguiner Loc-Eguiner-Saint-Thégonnec Milizac Morlaix-Ploujean Penmarc'h Plabennec Plogastel-Saint-Germain Plomeur Plonéis Plouarzel Plouédern Plougastel-Daoulas Plougoulm Plouguerneau Plouguerneau-Le Grouanec Plouguerneau-Tremenac'h Plounéour-Trez Plounéventer Plouvien Pluguffan Primelin Quéménéven Quimerc'h Saint-Cadou Saint-Coulitz Saint-Divy Saint-Hernin Saint-Nic Saint-Sauveur Saint-Yvi Locmaria-an-Hent Telgruc-sur-Mer Tréflévénez Bodilis Brasparts Cléden-Poher Commana Dirinon Goulven Guimiliau La Martyre La Roche-Maurice Lampaul-Guimiliau Lannédern Rumengol Le Tréhou Locmélar Pencran Pleyben Pleyber-Christ Plomodiern Saint-Herbot Ploudiry Plougonven Plounéour-Ménez Plourin-lès-Morlaix Berven-Plouzévédé Roscoff Saint-Jean-du-Doigt Saint-Ségal Saint-Servais Saint-Thégonnec Sizun Trémaouézan Andouillé-Neuville La Baussaine Le Tiercent Les Iffs Longaulnay Saint-Suliac Villamée Guéhenno Inguiniel Ploërdut \| Les enclos paroissiaux (listés ci-dessous), en vert. · En violet, les enclos du Finistère sur la liste indicative Unesco. |
| Bothoa Bulat-Pestivien Coatréven Gouarec Kergrist-Moëlou Kerpert Lanloup Lanrivain Lanvellec Le Quillio Loc-Envel Loguivy-lès-Lannion Mégrit Pléboulle Pléhérel Pleubian Ploulec'h Plourac'h Plouzélambre Plusquellec Runan Saint-Gilles-Pligeaux Saint-Lormel Saint-Servais Senven-Léhart Trédrez-Locquémeau (Locquémeau) Trédrez-Locquémeau (Trédrez) Trégastel Trégornan Trémargat Trémeur Argol Berrien Bénodet Bourg-Blanc Brennilis Châteaulin Daoulas Ergué-Gabéric Kerdévot Gouesnou Goulven Gouézec Guengat Guissény Kerlaz Landerneau Landivisiau Lanhouarneau Lanneuffret Lanrivoaré Le Faou Loc-Eguiner Loc-Eguiner-Saint-Thégonnec Milizac Morlaix-Ploujean Penmarc'h Plabennec Plogastel-Saint-Germain Plomeur Plonéis Plouarzel Plouédern Plougastel-Daoulas Plougoulm Plouguerneau Plouguerneau-Le Grouanec Plouguerneau-Tremenac'h Plounéour-Trez Plounéventer Plouvien Pluguffan Primelin Quéménéven Quimerc'h Saint-Cadou Saint-Coulitz Saint-Divy Saint-Hernin Saint-Nic Saint-Sauveur Saint-Yvi Locmaria-an-Hent Telgruc-sur-Mer Tréflévénez Bodilis Brasparts Cléden-Poher Commana Dirinon Goulven Guimiliau La Martyre La Roche-Maurice Lampaul-Guimiliau Lannédern Rumengol Le Tréhou Locmélar Pencran Pleyben Pleyber-Christ Plomodiern Saint-Herbot Ploudiry Plougonven Plounéour-Ménez Plourin-lès-Morlaix Berven-Plouzévédé Roscoff Saint-Jean-du-Doigt Saint-Ségal Saint-Servais Saint-Thégonnec Sizun Trémaouézan Andouillé-Neuville La Baussaine Le Tiercent Les Iffs Longaulnay Saint-Suliac Villamée Guéhenno Inguiniel Ploërdut |

### Côtes-d'Armor
- Bulat-Pestivien, chapelle Saint-Blaise
- Coatréven,  église Saint-Pierre (enclos)
- Glomel (Trégornan), église Saint-Corentin (enclos)
- Gouarec, chapelle Saint-Gilles (enclos)
- Kergrist-Moëlou, église Notre-Dame (enclos)
- Kerpert, église Saint-Pierre
- Lanloup, église Saint-Loup
- Lanrivain, église Saint-Grégoire (enclos)
- Lanvellec, église Saint-Brandan
- Le Quillio, église Notre-Dame de Délivrance
- Loc-Envel, église Saint-Envel
- Loguivy-lès-Lannion, église Saint-Yvi (enclos)
- Mégrit, église Saint-Pierre-et-Saint-Paul
- Pléboulle, église Saint-Paul
- Pléhérel, chapelle de Vieux Bourg
- Pleubian, église Saint-Georges
- Ploulec'h, église Saint-Dogmaël (enclos)
- Plourac'h, église Notre-Dame (enclos)
- Plouzélambre, église Saint-Sylvestre
- Plusquellec, église Notre-Dame-de-Grâces
- Runan, église Notre-Dame
- Saint-Gilles-Pligeaux, église Saint-Gilles (enclos)
- Saint-Lormel, chapelle Saint-Lunaire
- Saint-Nicolas-du-Pélem (Bothoa), église Saint-Pierre (enclos)
- Saint-Servais, église Saint-Servais
- Senven-Léhart, église Notre-Dame et calvaire
- Trédrez-Locquémeau (Locquémeau), église Saint-Quémeau
- Trédrez-Locquémeau (Trédrez), église Notre-Dame
- Trégastel, église Sainte-Anne
- Trémargat, église Notre-Dame
- Trémeur, église Saint-Pierre

### Finistère
- Argol, église Saint-Pierre-et-Saint-Paul (enclos)
- Bénodet, chapelle Sainte-Brigitte
- Berrien, église Saint-Pierre
- Bodilis, église Notre-Dame (enclos)
- Bourg-Blanc, chapelle des Trépassés
- Brasparts, église Notre-Dame-et-Saint-Tugen (enclos)
- Brennilis, église Notre-Dame
- Châteaulin, chapelle Notre-Dame (enclos)
- Cléden-Poher, église Notre-Dame de l'Assomption (enclos)
- Commana, église Saint-Derrien (enclos)
- Daoulas, abbatiale Notre-Dame
- Dirinon, église Sainte-Nonne (enclos)
- Ergué-Gabéric, église Saint-Guinal (enclos)
- Ergué-Gabéric (Kerdévot), chapelle Notre-Dame (enclos)
- Gouesnou, église Saint-Gouesnou
- Gouézec, église Saint-Pierre
- Goulven, église Saint-Goulven (enclos)
- Guengat, église Saint-Fiacre (enclos)
- Guimiliau, église Saint-Miliau (enclos)
- Guissény, église Saint-Sezny
- Kerlaz, église Saint-Germain (enclos)
- La Martyre, église Saint-Salomon (enclos)
- La Roche-Maurice, église Saint-Yves (enclos)
- Lampaul-Guimiliau, église Notre-Dame (enclos)
- Landerneau, église Saint-Thomas-Becket-de-Canterbury (enclos)
- Landivisiau, église Saint-Thuriau (enclos)
- Lanhouarneau, église Saint-Hervé
- Lannédern, église Saint-Edern (enclos)
- Lanneuffret, église Saint-Guévroc (enclos)
- Lanrivoaré, église Saint-Rivoaré (enclos)
- Le Faou, église Saint-Sauveur (enclos)
- Le Faou (Rumengol), église Notre-Dame (enclos)
- Le Tréhou, église Sainte-Pitère (enclos)
- Loc-Eguiner, église Saint-Eguiner (enclos)
- Loc-Eguiner-Saint-Thégonnec
- Locmélar, église Saint-Mélar (enclos)
- Milizac, église Saint-Pierre-et-Saint-Paul
- Morlaix (Ploujean), église Notre-Dame
- Pencran, église Notre-Dame (enclos)
- Penmarc'h, église Saint-Nonna
- Plabennec, église Saint-Ténénan
- Pleyben, église Saint-Germain (enclos)
- Pleyber-Christ, église Saint-Pierre (enclos)
- Plogastel-Saint-Germain, chapelle Saint-Germain
- Plomeur, Chapelle Notre-Dame
- Plomodiern, chapelle Sainte-Marie-du-Ménez-Hom (enclos)
- Plonéis, église Saint-Gilles
- Plonévez-du-Faou (Saint-Herbot), église Saint-Herbot (enclos)
- Plouarzel, église Saint-Arzel (enclos)
- Ploudiry, église Saint-Pierre (enclos)
- Plouédern, église Saint-Edern (enclos)
- Plougastel-Daoulas, église Saint-Pierre (enclos)
- Plougonven, église Saint-Yves (enclos)
- Plougoulm, église Saint-Colomban
- Plouguerneau, église Saint-Pierre-et-Saint-Paul
- Plouguerneau (Le Grouanec), chapelle Notre-Dame
- Plouguerneau (Tremenac'h), chapelle d'Iliz Coz
- Plounéour-Ménez, église Saint-Yves (enclos)
- Plounéour-Trez, église Saint-Pierre
- Plounéventer, église Saint-Néventer (enclos)
- Plourin-lès-Morlaix, église Notre-Dame (enclos)
- Plouvien, chapelle Saint-Jaoua
- Plouzévédé (Berven), chapelle Notre-Dame (enclos)
- Pluguffan, église Saint-Cuffan
- Primelin, chapelle Saint-Tugen
- Pont-de-Buis-lès-Quimerc'h (Quimerc'h), église Saint-Pierre
- Quéménéven, église Saint-Ouen (enclos)
- Roscoff, église Notre-Dame-de-Croaz-Batz (enclos)
- Saint-Coulitz, église Saint-Coulitz
- Saint-Divy, église Saint-Divy (enclos)
- Saint-Hernin, église Saint-Hernin (enclos)
- Saint-Jean-du-Doigt, église Saint-Jean-Baptiste (enclos)
- Saint-Nic, église Saint-Nicaise
- Saint-Ségal, chapelle Saint-Sébastien (enclos)
- Saint-Sauveur, église Saint-Sauveur (enclos)
- Saint-Servais, église Saint-Servais (enclos)
- Saint-Thégonnec, église Notre-Dame (enclos)
- Saint-Yvi, église Notre-Dame (enclos)
- Saint-Yvi (Locmaria-an-Hent), chapelle Notre-Dame-de-la-Source (enclos)
- Sizun, église Saint-Suliau (enclos)
- Sizun (Saint-Cadou), église Saint-Cadou (enclos)
- Telgruc-sur-mer, église Saint-Magloire
- Tréflévénez, église Saint-Pierre (enclos)
- Trémaouézan, église Notre-Dame (enclos)

### Ille-et-Vilaine
- Andouillé-Neuville, église Saint-Melaine
- La Baussaine, église Saint-Léon
- Le Tiercent, église Saint-Martin
- Les Iffs, église Saint-Ouen
- Longaulnay, église Saint-Lubin
- Saint-Suliac, église Saint-Suliac (enclos)
- Villamée, église Saint-Martin (enclos)

### Morbihan
- Guéhenno, église Saint-Pierre-et-Saint-Jean-Baptiste (enclos)
- Inguiniel, chapelle Saint-Cornély
- Ploërdut, église Saint-Pierre

### En dehors de la Bretagne
- Montaigu-la-Brisette, Manche, Église Saint-Martin
- Vesly, Eure, Église Saint-Maurice
- Pommeréval, Seine-Maritime, Église Saint-Nicolas

## Tourisme

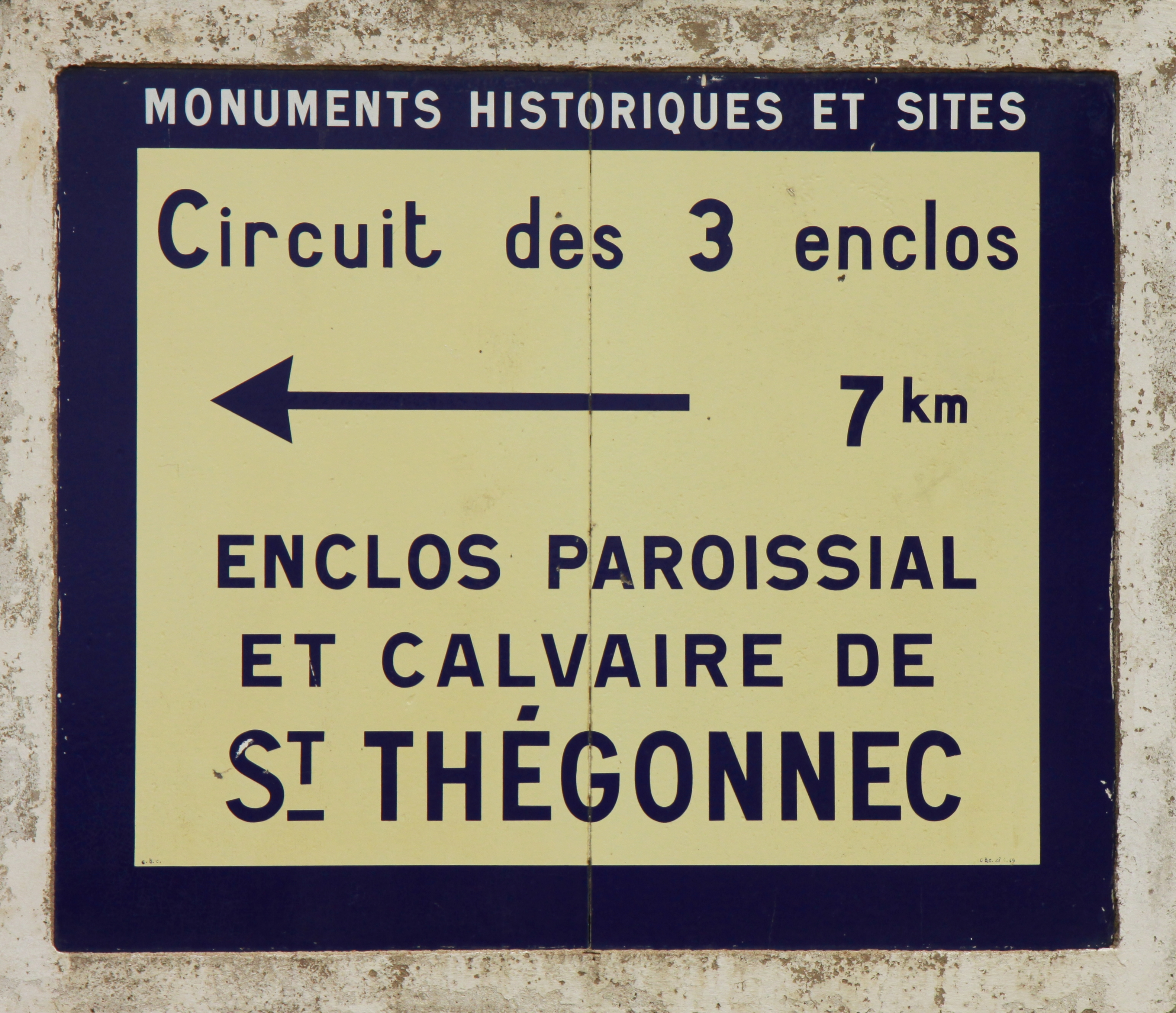
Panneau indicateur d'un premier circuit des enclos.

### Mise en valeur des enclos
Le circuit des enclos paroissiaux est un produit touristique permettant aux visiteurs de découvrir les enclos les plus représentatifs. Il existe trois circuits dans le Finistère nord, autour de Landerneau, de Landivisiau et de Morlaix. Dans le cadre des Pays d'art et d'histoire, un CIAP sur les enclos paroissiaux est ouvert à Guimiliau en 2018.

### Projet d'inscription au Patrimoine mondial
Le 3 avril 2024, la France inscrit 31 enclos paroissiaux finistériens sur sa liste indicative, prélude à une potentielle inscription au patrimoine mondial,, pour une quinzaine d'enclos. En 2025, 22 enclos sont retenus pour la suite. L'intérêt de cette valorisation tient à la fois dans la mise en valeur de ce patrimoine local que dans le développement d'un tourisme intérieur, tandis que le Finistère est plus souvent visité pour son patrimoine côtier.
| Enclos                          | Eglise                             | Liste indicative (2024) | Liste (2025) | Coordonnées                 | Illustration |
| ------------------------------- | ---------------------------------- | ----------------------- | ------------ | --------------------------- | ------------ |
| Bodilis                         | église Notre-Dame                  | X                       | X            | 48° 31′ 50″ N, 4° 06′ 59″ O |              |
| Brasparts                       | église Notre-Dame-et-Saint-Tugen   | X                       | X            | 48° 18′ 04″ N, 3° 57′ 24″ O |              |
| Châteaulin                      | église Notre-Dame                  |                         | X            | 48° 11′ 44″ N, 4° 05′ 52″ O |              |
| Cléden-Poher                    | église Notre-Dame de l'Assomption  | X                       |              | 48° 14′ 07″ N, 3° 40′ 11″ O |              |
| Commana                         | église Saint-Derrien               | X                       | X            | 48° 24′ 48″ N, 3° 57′ 20″ O |              |
| Dirinon                         | église Sainte-Nonne                | X                       | X            | 48° 23′ 52″ N, 4° 16′ 07″ O |              |
| Goulven                         | église Saint-Goulven               | X                       |              | 48° 37′ 45″ N, 4° 18′ 05″ O |              |
| Guimiliau                       | église Saint-Miliau                | X                       | X            | 48° 29′ 18″ N, 3° 59′ 52″ O |              |
| La Martyre                      | église Saint-Salomon               | X                       | X            | 48° 26′ 56″ N, 4° 09′ 36″ O |              |
| La Roche-Maurice                | église Saint-Yves                  | X                       | X            | 48° 28′ 23″ N, 4° 12′ 11″ O |              |
| Lampaul-Guimiliau               | église Notre-Dame                  | X                       | X            | 48° 29′ 35″ N, 4° 02′ 25″ O |              |
| Lannédern                       | église Saint-Edern                 | X                       | X            | 48° 18′ 09″ N, 3° 53′ 40″ O |              |
| Le Faou (Rumengol)              | église Notre-Dame                  | X                       | X            | 48° 18′ 08″ N, 4° 08′ 55″ O |              |
| Le Tréhou                       | église Sainte-Pitère               | X                       |              | 48° 23′ 24″ N, 4° 07′ 48″ O |              |
| Locmélar                        | église Saint-Mélar                 | X                       | X            | 48° 27′ 11″ N, 4° 03′ 58″ O |              |
| Pencran                         | église Notre-Dame                  | X                       | X            | 48° 26′ 12″ N, 4° 14′ 07″ O |              |
| Pleyben                         | église Saint-Germain               | X                       | X            | 48° 13′ 38″ N, 3° 58′ 11″ O |              |
| Pleyber-Christ                  | église Saint-Pierre                | X                       | X            | 48° 30′ 19″ N, 3° 52′ 26″ O |              |
| Plomodiern                      | chapelle Sainte-Marie-du-Ménez-Hom | X                       |              | 48° 12′ 10″ N, 4° 14′ 05″ O |              |
| Plonévez-du-Faou (Saint-Herbot) | église Saint-Herbot                | X                       | X            | 48° 19′ 39″ N, 3° 48′ 33″ O |              |
| Ploudiry                        | église Saint-Pierre                | X                       |              | 48° 27′ 10″ N, 4° 08′ 32″ O |              |
| Plougonven                      | église Saint-Yves                  | X                       | X            | 48° 31′ 18″ N, 3° 42′ 44″ O |              |
| Plounéour-Ménez                 | église Saint-Yves                  | X                       |              | 48° 26′ 21″ N, 3° 53′ 33″ O |              |
| Plourin-lès-Morlaix             | église Notre-Dame                  | X                       |              | 48° 32′ 09″ N, 3° 47′ 23″ O |              |
| Plouzévédé (Berven)             | chapelle Notre-Dame-de-Berven      | X                       |              | 48° 36′ 19″ N, 4° 06′ 49″ O |              |
| Roscoff                         | église Notre-Dame-de-Croaz-Batz    | X                       | X            | 48° 43′ 35″ N, 3° 59′ 09″ O |              |
| Saint-Jean-du-Doigt             | église Saint-Jean-Baptiste         | X                       | X            | 48° 41′ 39″ N, 3° 46′ 22″ O |              |
| Saint-Ségal                     | chapelle Saint-Sébastien           | X                       |              | 48° 13′ 22″ N, 4° 06′ 28″ O |              |
| Saint-Servais                   | église Saint-Servais               | X                       |              | 48° 30′ 41″ N, 4° 09′ 19″ O |              |
| Saint-Thégonnec                 | église Notre-Dame                  | X                       | X            | 48° 31′ 13″ N, 3° 56′ 47″ O |              |
| Sizun                           | église Saint-Suliau                | X                       | X            | 48° 24′ 20″ N, 4° 04′ 42″ O |              |
| Trémaouézan                     | église Notre-Dame                  | X                       | X            | 48° 30′ 15″ N, 4° 15′ 17″ O |              |